# Ponytail to Shushu
«Ponytail to Shushu» (яп. ポニーテールとシュシュ) — 16-й сингл японской идол-группы AKB48. Вышел в Японии 26 мая 2010 года на лейбле King Records.

## Коммерческий успех
В первый день было продано 354000 экземпляров На первой неделе сингл он продался в 513000 экземплярах, что стало лучшей первой неделей для сингла женской идол-группы со времени «Ren'ai Revolution 21» группы Morning Musume в 2000 году и лучшей первой неделей для сингла исполнителей-женщин со времени «Can You Keep a Secret?» Хикару Утады в 2001 году.

## Список композиций
Сингл был издан в трёх версиях — Type A (CD+DVD), Type B (CD+DVD) и в театральном издании (яп. 劇場盤) (CD).

### Type A
| №                   | Название                                                           | Автор(ы)                        | Аранжировщик        | Длительность |
| ------------------- | ------------------------------------------------------------------ | ------------------------------- | ------------------- | ------------ |
| 1.                  | «Ponytail to Shushu»                                               | Ясуси Акимото, Синъя Тада       | Масин Икута         | 4:29         |
| 2.                  | «Nusumareta Kuchibiru» (盗まれた唇 / Under Girls)                  | Ясуси Акимото, Ёсимаса Иноуэ    | Иноуэ               | 4:00         |
| 3.                  | «Boku no YELL» (僕のＹＥＬＬ "My Yell" performed by Theater Girls) | Ясуси Акимото, Такафуми Фудзино | Икута               | 5:03         |
| 4.                  | «Ponytail to Shushu (Off Vocal Ver.)»                              | Акимото, Тада                   | Икута               | 4:29         |
| 5.                  | «Nusumareta Kuchibiru (Off Vocal Ver.)»                            | Акимото, Иноуэ                  | Иноуэ               | 4:00         |
| 6.                  | «Boku no YELL (Off Vocal Ver.)»                                    | Акимото, Фудзино                | Икута               | 5:05         |
| Общая длительность: | Общая длительность:                                                | Общая длительность:             | Общая длительность: | 27:17        |

### Type B
| №                   | Название                                         | Автор(ы)              | Аранжировщик        | Длительность |
| ------------------- | ------------------------------------------------ | --------------------- | ------------------- | ------------ |
| 1.                  | «Ponytail to Shushu»                             | Акимото, Тада         | Икута               | 4:29         |
| 2.                  | «Nusumareta Kuchibiru / Under Girls»             | Акимото, Иноуэ        | Иноуэ               | 4:00         |
| 3.                  | «Majijo Teppen Blues» (マジジョテッペンブルース) | Акимото, Юити Итикава | Итикава             | 3:46         |
| 4.                  | «Ponytail to Shushu (Off Vocal Ver.)»            | Акимото, Тада         | Икута               | 4:29         |
| 5.                  | «Nusumareta Kuchibiru (Off Vocal Ver.)»          | Акимото, Иноуэ        | Иноуэ               | 4:00         |
| 6.                  | «Majijo Teppen Blues (Off Vocal Ver.)»           | Акимото, Итикава      | Итикава             | 3:46         |
| Общая длительность: | Общая длительность:                              | Общая длительность:   | Общая длительность: | 24:38        |

### Театральное издание
| №  | Название                             | Автор(ы)         | Аранжировщик | Длительность |
| -- | ------------------------------------ | ---------------- | ------------ | ------------ |
| 1. | «Ponytail to Shushu»                 | Акимото, Тада    | Икута        | 4:29         |
| 2. | «Nusumareta Kuchibiru / Under Girls» | Акимото, Иноуэ   | Иноуэ        | 4:00         |
| 3. | «Boku no YELL» (Theater Girls)       | Акимото, Фудзино | Икута        | 5:03         |
| 4. | «Majijo Teppen Blues»                | Акимото, Итикава | Итикава      | 3:46         |

## Чарты
| Чарт (2010)   | Наивыс. позиция |
| ------------- | --------------- |
| Oricon Weekly | 1               |